# Панченко Олександр Миколайович (хокеїст)
Олександр Миколайович Панченко (народився 13 квітня 1980 року в Красноярську, СРСР) — український хокеїст, представник України. Хокейний тренер.

## Професійна кар'єра
- Торпедо (Нижній Новгород) (1997—1998)
- Крижинка (1999—2000)
- Сокіл (2000—2001)
- Беркут-Київ (2001—2002)
- Рига 2000 (2002—2004)
- Сокіл (2004)
- Барвінок Харків (2004)
- Брест / ХК Брест 2 (2004—2005)
- Tours Hockey (2003—2004)
- ХК Сянок (2005—2006)
- Сокіл (2006—2007)
- Vadeko Flyers Heerenveen (2007—2008)
- Харків (2008—2009)
- Ворони (2009—2010)
- ХК Харків (2010—2011)
- Галицькі Леви (2011—2012)
- Крижинка-Компаньйон (2012)
- Витязь (2014—2016)

Був представником молодіжної збірної України. Брав участь у турнірах чемпіонатів Європи серед юніорів U18, 1998 та Чемпіонатів світу серед юніорів U20, 1999 (група В) та 2000 (група А). Брав участь у зимовій Універсіаді 2001 року. Він став представником дорослої збірної України.
Він грав у польській лізі у кольорах команди з Санока (разом із ним у сезоні 2005/2006 його земляки: Костянтин Рябенко, Микола Ворошнов). У 2014 році він відновив кар'єру у клубі Вітязі Харків.

## Тренерська кар'єра
Із 2013 року — помічник тренера в харківському клубі СДЮШОР. У сезоні 2017/2018, будучи головним тренером, він очолював команду 2002 року в юніорській лізі України до 16 років. У червні 2018 року на посаді помічника головного тренера Олександра Сіуканда увійшов до тренерського штабу дорослої харківської команди "Динамо. Після відставки цього тренера в кінці листопада 2018 року він тимчасово був першим тренером «Динамо», а незабаром після цього став помічником нового тренера Олександра Куликова. На початку 2019 року він був дискваліфікований Федерацією хокею України на час до кінця сезону 2018/2019 та протягом усього сезону 2019/2020 за нанесення удару рефері під час матчів команди з Харкова у 2002/2003 роках. У серпні 2019 року був призначений головним тренером харківського МХК «Динамо».

## Досягнення
Представник
- Підвищення до групи А чемпіонату світу до 20 років: 1999
- 16x16пкс Бронзова медаль зимової Універсіади: 2001

Клуб
- 16x16пкс Золота медаль чемпіонату України: 2002 з київським «Беркутом»
- 16x16пкс Срібна медаль чемпіонату Латвії: 2003 з ХК Рига 2000
- 16x16пкс Золота медаль чемпіонату Латвії: 2004 з ХК Рига 2000

## Виноски
1. ↑  Эксклюзив. Панченко: "Рассматриваю предложения из Украины и Европы" - iSport.ua (рос.), архів оригіналу за 7 березня 2016, процитовано 22 квітня 2021
2. ↑  Hokej.net - Transfery zawodników do KH załatwia kibic, a nie zarząd (англ.)
3. ↑  Hokej.net - Ukraińcy przyjechali (англ.)
4. ↑  Co w klubie? Panczenko zostaje. Nr 46 (732). 18 listopada 2005: 12. {{cite journal}}: |volume= має зайвий текст (довідка)
5. ↑  ЧУ. Витязь крупно обыграл Дженералз - iSport.ua (рос.)
6. ↑  В Динамо появился новый ассистент главного тренера | Хоккей | XSPORT.ua, архів оригіналу за 26 червня 2018, процитовано 22 квітня 2021
7. ↑  Динамо осталось без главного тренера | Хоккей | XSPORT.ua, архів оригіналу за 21 грудня 2018, процитовано 22 квітня 2021
8. ↑  Александр Куликов возглавил МХК «Динамо» | Хоккей | XSPORT.ua, архів оригіналу за 21 грудня 2018, процитовано 22 квітня 2021
9. ↑  Тренер "Динамо" получил длительную дисквалификацию за драку с арбитром: видео инцидента - Спорт 24 (англ.)
10. ↑  Тренера Динамо дисквалифицировали на два сезона за драку с арбитром | Хоккей | XSPORT.ua, архів оригіналу за 28 квітня 2019, процитовано 22 квітня 2021
11. ↑  Hokej.net - Były zawodnik Sanoka z zakazem pracy w hokeju za uderzenie sędziego (WIDEO) (англ.)
12. ↑  Главным тренером МХК «Динамо» в новом сезоне останется Александр Панченко | УХЛ (рос.)